# Jonathan Stokes
Jonathan Stokes  (* 4. Oktober 1754 in Worcester; † 30. April 1831 in Chesterfield) war ein britischer Arzt und Botaniker. Er gehörte zu den Mitgliedern der Lunar Society. Sein offizielles botanisches Autorenkürzel lautet „Stokes“

## Leben und Wirken
Jonathan Stokes ist ein Sohn des Handschuhmachers und Gärtners Jonathan Stokes (1723–1788) und dessen Frau Rebecca, geborene Allen (1722/3–1800). 1778 begann er an der Universität Edinburgh zu studieren. 1782 graduierte Stokes mit der Schrift De aere fephlogisticato, die er William Withering widmete, zum Doktor der Medizin (M.D.).
Zusammen mit William Withering arbeitete Stokes an der Erforschung der medizinischen Möglichkeiten des Roten Fingerhutes (Digitalis purpurea). Bei der Erstellung der zweiten Ausgabe von  Witherings Botanical arrangements kam es zum Streit zwischen den beiden Männern um die Anteile an Arbeit, die jeder der beiden Forscher daran hatte, was sich sowohl im wissenschaftlichen, wie im finanziellen Erfolg niederschlagen sollte. Infolge dieses Streites trennten sich 1790 die Wege der beiden.
Stokes war während der Zusammenarbeit mit Withering 1783 zu einem ständigen Mitglied der Lunar Society in Birmingham geworden. Offenbar traf sich die Gruppe gelegentlich in seinem Haus; im Notizbuch Erasmus Darwins findet sich mindestens ein konkreter Eintrag darüber für den 12. Juni 1786. Im Jahr 1790 löste sich Stokes im Verlauf seines Streites mit Withering wieder aus der Gruppe. Er zog von Birmingham zunächst nach Shrewsbury, später nach Kidderminster und schließlich nach Chesterfield, wo er 1831 verstarb.
Stokes vierbändiges Hauptwerk A botanical materia medica (1812) basiert auf Carl von Linnés Sexualsystem der Pflanzen.

## Ehrungen
Stokes war ausländisches Ehrenmitglied („Foreign Honorary Member“) der American Academy of Arts and Sciences in die er 1788 gewählt wurde. Am 16. Februar 1790 wurde er zum „Associate“ der Linnean Society of London gewählt.
Charles Louis L’Héritier de Brutelle benannte nach ihm die Gattung Stokesia aus der Familie der Korbblütler (Asteraceae).

## Schriften (Auswahl)
- De Aere Dephlogisticato. Edinburgh 1782 (Digitalisat). – Dissertation.
- A botanical materia medica, consisting of the generic and specific characters of the plants used in medicine and diet, with synonyms, and references to medical authors. 4 Bände, J. Johnson and Co., London 1812 (Band 1, Band 2, Band 3, Band 4).
- Botanical commentaries. Simpkin and Marshall, and Treuttel & Würtz, London 1830 (Digitalisat).